# バンダイナムコオンライン
株式会社バンダイナムコオンライン（英: Bandai Namco Online Inc.）は、かつて存在した日本のゲーム会社。株式会社バンダイナムコエンターテインメントの完全子会社であった。

## 歴史
2009年10月、バンダイナムコゲームス（後のバンダイナムコエンターテインメント、以下BNEI）からオンラインゲーム専業会社として分社し設立。設立当初は「PCオンラインゲームを開発・運営する」というシンプルなテーマにグループ内からメンバーが集った組織であった。
2012年から2022年にかけてリリースされた『機動戦士ガンダム オンライン』はバンダイナムコオンライン（以下BNO）にとっての重要な局面となり、2015年よりリリースされている『アイドリッシュセブン』はゲームだけでなくアニメや音楽などの多岐にわたるメディアミックスを展開し、BNOの代表的なオリジナルIPとなっている。
2025年4月1日付けでBNEIへ吸収合併され解散。BNOの事業ならびに運営中のタイトルはBNEIへ承継された。

## 開発ゲーム
| 発売年 | 発売日   | タイトル                         | 備考                                                                                           |
| ------ | -------- | -------------------------------- | ---------------------------------------------------------------------------------------------- |
| 2012年 | 6月25日  | SDガンダムオペレーションズ       | 2025年4月1日付でバンダイナムコエンターテインメントへ移管                                       |
| 2012年 | 12月25日 | 機動戦士ガンダム オンライン      | 開発元：ヘッドロック 2022年3月30日サービス終了                                                 |
| 2015年 | 3月26日  | ガンダムジオラマフロント         | 2022年11月27日サービス終了                                                                     |
| 2015年 | 6月5日   | ガンダムトライヴ                 | 2025年5月27日サービス終了予定                                                                  |
| 2015年 | 8月20日  | ザクセスヘブン                   | 2016年4月25日サービス終了                                                                      |
| 2015年 | 8月20日  | アイドリッシュセブン             | 開発元：ギークス→G2Studios 2025年4月1日付でバンダイナムコエンターテインメントへ移管            |
| 2017年 | 10月26日 | グラフィティスマッシュ           | 2021年7月30日サービス終了                                                                      |
| 2019年 | 7月26日  | BLUE PROTOCOL CaT                | 開発元：バンダイナムコスタジオ 2019年7月28日サービス終了                                       |
| 2019年 | 9月26日  | ガンダムネットワーク大戦         | 2024年3月28日サービス終了                                                                      |
| 2020年 | 4月23日  | BLUE PROTOCOL CBT                | 開発元：バンダイナムコスタジオ 2020年4月27日サービス終了 2020年11月7日マッチング負荷テスト実施 |
| 2022年 | 9月22日  | ガンダムエボリューション         | 2023年11月30日サービス終了                                                                     |
| 2023年 | 3月31日  | BLUE PROTOCOL ネットワークテスト | 開発元：バンダイナムコスタジオ 2023年4月2日サービス終了                                        |
| 2023年 | 6月14日  | BLUE PROTOCOL                    | 開発元：バンダイナムコスタジオ 2025年1月18日サービス終了                                       |